# Гальбенрайн
Гальбенрайн (нім. Halbenrain, словен. Obrajna) — ярмаркова комуна  (нім. Marktgemeinde)  в Австрії, у федеральній землі Штирія.
Входить до складу округу Зюдостштайєрмарк. Населення становить 1,786 осіб (станом на 31 грудня 2013 року). Займає площу 38 км². Гальбенрайн розташований на висоті 220 м, приблизно в п'яти кілометрах на захід від Бад-Радкерсбургу. Вперше згадується у документах в 1244 році.

## Розташування
| Штраден    | Тішен            | Клех            |
| Дойч-Горіц | Розташування     | Бад-Радкерсбург |
| Мурек      | Апаче (Словенія) |                 |